# Fischbeck (Elbe)
Fischbeck (Elbe) är en ortsteil i staden Wust-Fischbeck i Landkreis Stendal i förbundslandet Sachsen-Anhalt i Tyskland. Fischbeck (Elbe) var en kommun fram till den 1 januari 2010 när den uppgick i Wust-Fischbeck. Fischbeck (Elbe) hade 659 invånare 2009.